# Metodologija zgodovinopisja
Metodologija zgodovinopisja je zbirka tehnik in smernic, ki jih zgodovinarji uporabljajo za raziskovanje in pisanje zgodovine preteklosti. Pri tem se lahko črpajo sekundarni viri, primarni viri in materialni dokazi, kot so arheološke najdbe. Zgodovinar mora te vire prepoznati in ovrednotiti njihov relativni pomen, da se lahko ustvari čim bolj natančna in zanesljiva slika preteklih dogodkov in okolja.
V filozofiji zgodovine se vprašanje narave in možnosti zdrave metodologije zgodovinopisja postavlja na podpolju epistemologije. Preučevanje metodologije zgodovinopisja in različnih načinov pisanja zgodovine je znano kot zgodovinopisje.